# فرودگاه ازامگاره
فرودگاه اعظمگڑه (به انگلیسی: Azamgarh Airport) یک فرودگاه همگانی است که یک باند فرود آسفالت دارد. این فرودگاه در کشور هند قرار دارد .